# Klesów
Klesów (ukr. Клесів) – osiedle typu miejskiego na Ukrainie, w rejonie sarneńskim obwodu rówieńskiego.
Znajduje tu się stacja kolejowa Klesów, położona na linii Kijów – Korosteń – Sarny – Kowel.

## Historia
Do września 1939 miasto należało do Polski. Za II RP miejscowość była siedzibą wiejskiej gminy Klesów. Ukraińcy stanowili większość ludności.
Podczas II wojny światowej mieszkańców Klesowa narodowości żydowskiej spotkała zagłada. 26 sierpnia 1942 ukraińska policja i niemiecka żandarmeria spędziły Żydów na plac, gdzie trzymano ich cały dzień. Wieczorem załadowano ich do pociągu, w którym już byli Żydzi z Rokitna i zawieziono do Sarn. Tam cały transport (580 osób) rozstrzelano. Na miejscu zabito kilka chorych osób oraz około piętnastu, które usiłowały ukrywać się.
W 1943 roku podczas rzezi wołyńskiej Klesów był miejscem schronienia polskich uchodźców. W osadzie istniała drużyna polskiej samoobrony pod dowództwem Józefa Krakowiaka, ponadto był posterunek niemiecki. Na przełomie listopada i grudnia 1943 roku część Polaków z Klesowa ewakuowali na Zasłucze partyzanci z oddziału AK Władysława Kochańskiego. Po wycofaniu się Niemców 31 grudnia 1943 osadę zajął oddział AK Czesława Wróblewskiego i nazajutrz odparł atak UPA. W wyniku różnych napadów nacjonalistów ukraińskich zginęło 21 polskich mieszkańców Klesowa.
W 1989 liczyło 5107 mieszkańców. W 2013 liczyło 4639 mieszkańców.
W miejscowości znajduje się kościół katolicki pw. św. Antoniego, którego proboszczem w latach 1941–1944 był ks. Antoni Chomicki.